# Gary Bennett (football, 1963)
Pour les articles homonymes, voir Gary Bennett (homonymie) et Bennett.
Gary Michael Bennett (né le 20 septembre 1963 à Kirkby dans le Merseyside) est footballeur anglais qui évoluait au poste d'attaquant.

## Palmarès
| Wigan Athletic - Football League Trophy (1) : - Vainqueur : 1984-85. |  | Chester City - Championnat d'Angleterre D4 : - Vice-champion : 1985-86. |  | Southend United - Championnat d'Angleterre D3 : - Vice-champion : 1989-90. |

 Wrexham
| - Championnat d'Angleterre D4 : - Vice-champion : 1992-93. - Championnat d'Angleterre D3 : - Meilleur buteur : 1994-95 (29 buts). |  | - Coupe du pays de Galles (1) : - Vainqueur : 1994-95. |